# Línea 40 (San Juan)
La línea 40 fue una línea de colectivos urbanos del Gran San Juan en la provincia de San Juan, Argentina que recorría la zona suroeste y este de dicha área metropolitana, por los departamentos Rawson, Rivadavia y Santa Lucía conectándolos con área central de la ciudad de ciudad de San Juan. 
Sus unidades fueron administradas por la empresa privada, La Positiva S.A.. Hasta el 4 de septiembre de 2004, estuvo administrada por la empresa 20 de junio S.A, que debido al incumplimiento de los plazos establecidos, para la incorporación de nuevas unidades ofertadas, el gobierno provincial le caduco el servicio
El 4 de diciembre de 2021 dejó de existir en forma definitiva a partir de la puesta en marcha de la Red Tulum. Las líneas TEO, C, 104, 209 y 242 efectuan su recorrido en la actualidad.

## Recorrido

### Rawson, Rivadavia Santa Lucía
La línea 40 posee un solo recorrido que conecta los barrios de la zona oeste de Rawson y sureste de Rivadavia (suroeste del Gran San Juan), con la ciudad de San Juan y Santa Lucía
Ida: (Barrio Hualilan) Jorge Newbery - Guayaquil - José Ingenieros - Derqui - Francia - Liniers - Bahía Blanca - República del Líbano - Hipólito Yrigoyen - Arenales - Esteban Echeverría - 9 de julio - Hermogenez Ruiz - 9 de julio - Paula Albarracín de Sarmiento - Avenida Córdoba - Las Heras (Centro Cívico de San Juan) - Avenida Libertador General San Martín - Avenida Rawson - 9 de julio - Avenida Argentina - Sarmiento - Aberastain - General Paz (Santa Lucía)- Quiroga - Avenida Hipólito Yrigoyen (Esquina del Sauce).
Regreso: (Esquina del Sauce) Avenida Hipólito Yrigoyen - Aberastain - General Paz(Santa Lucía) - Sarmiento - Avenida Argentina - 9 de julio - Eestados Unidos (Terminal de ómnibus) - Santa Fe - Avenida Rawson - Laprida - Patricias Sanjuaninas - Avenida Libertador General San Martín - Salta - San Luis - Las Heras (Centro Cívico de San Juan)- Avenida Córdoba - Paula Albarracín de Sarmiento - 9 de julio - Hermogenez Ruiz - 9 de julio - Esteban Echeverría - Arenales - Hipólito Yrigoyen - República del Líbano - Bahía Blanca - Aguilar - Jorge Newbery (Barrio Hualilan).